# Odhise Grillo
Odhise Kristo Grillo (ur. 21 marca 1932 we wsi Vuno k. Wlory, zm. 24 września 2003 w Tiranie) – albański dziennikarz, pisarz i poeta.

## Życiorys
Był synem nauczyciela Kristo Grillo. Po ukończeniu gimnazjum Qemal Stafa w Tiranie podjął studia z zakresu języka i literatury albańskiej na Uniwersytecie Tirańskim, które ukończył w 1962. Po ukończeniu studiów pracował na stanowisku redaktora w czasopiśmie satyrycznym Hosteni, a następnie kierował czasopismem dla dzieci Bota e fëmijeve (Świat dzieci) i współpracował z pismem Kultura Popullore (Kultura Ludowa). Przez większość swojego życia był związany zawodowo z wydawnictwem Naim Frasheri, w którym początkowo pracował na stanowisku redaktora, a następnie kierował działem literatury dziecięcej. Po przejściu na emeryturę pracował w wydawnictwie Toena. Zmarł po długiej chorobie na chorobę wieńcową. Pochowany w rodzinnej wsi Vuno.

## Twórczość
W 1954 wydał swój pierwszy tomik poezji Shtatë ngjyrat (Siedem kolorów). Dorobek twórczy Grillo obejmuje 127 utworów dla dzieci, w tym adaptacje znanych dzieł literackich dla odbiorców dziecięcych. Pisał także opowiadania, nowele i utwory humorystyczne. W 1997 wydał leksykon pisarzy albańskich, którzy byli autorami utworów dla dzieci.

### Poezja
- 1954: Shtatë ngjyrat
- 1973: Me duar e mezemër
- 1973: Kënga e maros
- 1978: Ai që mundi perandorin (tryptyk)
- 1979: Zërat e fëmijërisë
- 1981: Të parën lule kë keni?
- 1982: Një zogë dhe një lule
- 1988: Përtacukët (poemat humorystyczny)
- 1993: Një njeri bëhet majmun (poemat humorystyczny)
- 2001: Mollekuqja e fëmijërisë

### Bajki
- 1972: Kush E ka kapuçin
- 1980: Dielli lindi
- 1984: Gabimet e Veshkaushit
- 1990: Shokët e Veshkaushit
- 1995: Miqte e Veshkaush Llapushit
- 1998: Mollët nagjike
- 2004: Dredhitë
- 2005: Gënjeshtra që kishte bisht miu
- 2005: Kur këndon guguftuja
- 2012: Ylli që u nda nga shokët

### Nowele i opowiadania
- 1967: Pushkë në bregdet (nowele)
- 1972: Njeriu i natës (Człowiek nocy, nowele)
- 1981: Reja e zezë mbi kullën e bardhë (opowiadania)
- 1989: Erdhi Dita e Arbërit
- 1990: Tregime shqiptare (Opowiadania albańskie)

## Nagrody i wyróżnienia
Wyróżniony tytułem Wielkiego Mistrza Pracy (Mjeshter i Madh i Punēs). Imię Odhise Grillo nosi jedna z ulic w Tiranie (dzielnica Ali Demi) i we Wlorze. W 2022, w 90 rocznicę urodzin pisarza Biblioteka Gjergji Fishta w Lezhy zorganizowała wystawę mu poświęconą.